# Floriano Peixoto (kommun i Brasilien)
Floriano Peixoto är en kommun i Brasilien.   Den ligger i delstaten Rio Grande do Sul, i den södra delen av landet, 1 400 km söder om huvudstaden Brasília. Antalet invånare är 2 018. Arean är 168 kvadratkilometer.
Terrängen i Floriano Peixoto är huvudsakligen lite kuperad.
I omgivningarna runt Floriano Peixoto växer huvudsakligen savannskog. Runt Floriano Peixoto är det glesbefolkat, med 19 invånare per kvadratkilometer.